# Franzosenkopf (Spessart)
Der Franzosenkopf, auch Kreilberg genannt, ist ein 481 m ü. NHN hoher Berg im Spessart im Landkreis Aschaffenburg in Bayern und Main-Kinzig-Kreis in Hessen.

## Name
Es wird oft angenommen, dass der Name Franzosenkopf von einer französischen Geschützstellung am Berg kommt, die die Napoleonische Armee genutzt haben soll, um auf ihrem Rückzug nach der Völkerschlacht bei Leipzig, und vor der Schlacht bei Hanau, das Kinzigtal zu kontrollieren. Nach neueren Erkenntnissen fand sich die Bezeichnung Franzosenkopf jedoch schon auf Forstplänen im 18. Jahrhundert, noch vor den Napoleonischen Kriegen.

## Geographie

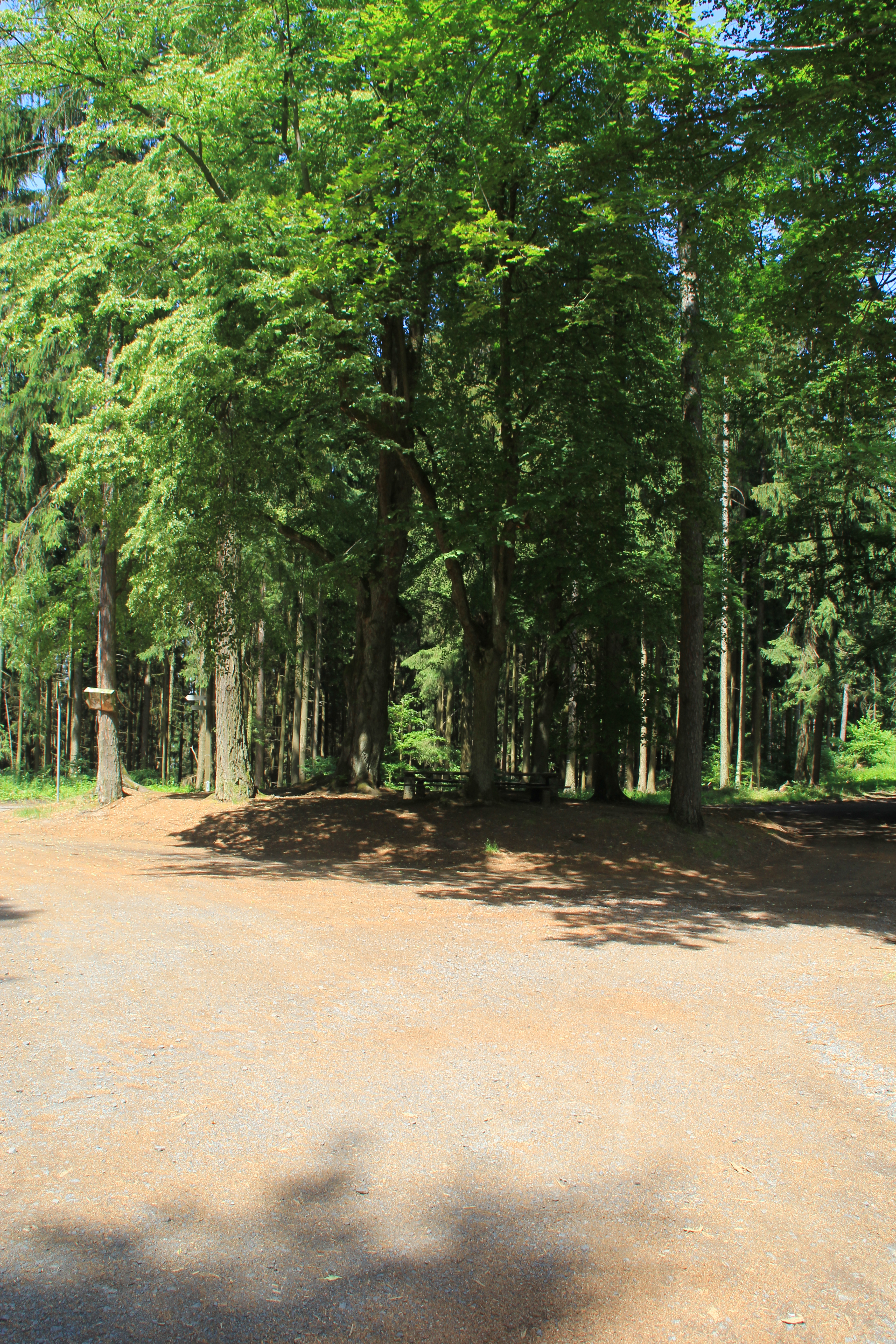
Wegegabelung am „Hufeisen“ an den nördlichen Berghängen

Über den Gipfel des Franzosenkopfes führt die bayerisch/hessische Landesgrenze. Der nördliche Bergteil liegt auf der Gemarkung von Linsengericht (Gemeindeteil Großenhausen), der südliche gehört zu Westerngrund (Gemarkung Geiselbacher Forst). Dieses Gebiet war bis 2014 gemeindefrei. Am Fuße des Franzosenkopfes entspringen der Huckelheimer Bach im Süden, der Näßlichbach und der Lochgraben im Westen und der Eichelbach im Norden.
Die Birkenhainer Straße verläuft am Hufeisenhof über den Franzosenkopf. Im Südosten geht er flach zum Glasberg (476 m) und im Süden zum Hohen Berg (441 m) über. Südwestlich befinden sich der Gleisberg (352 m) und der Rochusberg (333 m). Im Norden erstreckt sich hinter dem Bergsattel Hufeisen, der seinen Namen von einer alten Schmiede hat, die Raue Heil (435 m). Der Gipfel des Franzosenkopfes ist der topographisch höchste Punkt der Gemeinden Westerngrund und Linsengericht. Um den Franzosenkopf liegen die Orte Huckelheim, Waldrode und Breitenborn/Lützel.